# إيليا كيلي
إيليا كيلي (بالإنجليزية: Elijah Kelley) مواليد 1 أغسطس 1986 في جورجيا، الولايات المتحدة، هو ممثل أمريكي بدأ مسيرته الفنية عام 1998.

## الأعمال

### أفلام
- 28 يوما
- الذيول الحمراء
- رئيس الخدم

## وصلات خارجية
- إيليا كيلي على موقع IMDb (الإنجليزية)
- إيليا كيلي على موقع ألو سيني (الفرنسية)
- إيليا كيلي على موقع ميوزك برينز (الإنجليزية)
- إيليا كيلي على موقع أول موفي (الإنجليزية)
- إيليا كيلي على موقع قاعدة بيانات الأفلام السويدية (السويدية)
- إيليا كيلي على موقع إن إن دي بي (الإنجليزية)
- إيليا كيلي على موقع ديسكوغز (الإنجليزية)
- إيليا كيلي على موقع قاعدة بيانات الفيلم (الإنجليزية)
- إيليا كيلي على موقع كينوبويسك (الروسية)

1. ↑  MusicBrainz (بالإنجليزية), MetaBrainz Foundation, QID:Q14005